# Pericallia pannosula
Pericallia pannosula là một loài bướm đêm thuộc phân họ Arctiinae, họ Erebidae.